# Elezioni comunali in Basilicata del 2021
Le elezioni comunali in Basilicata del 2021 si sono tenute il 3 e 4 ottobre (con ballottaggio il 17 e 18 ottobre).

## Riepilogo sindaci eletti
| Provincia | Comune   | Sindaco uscente | Sindaco uscente     | Sindaco eletto | Sindaco eletto           | Primo turno | Primo turno | Secondo turno | Secondo turno | Seggi   |
| Provincia | Comune   | Sindaco uscente | Sindaco uscente     | Sindaco eletto | Sindaco eletto           | Voti        | %           | Voti          | %             | Seggi   |
| --------- | -------- | --------------- | ------------------- | -------------- | ------------------------ | ----------- | ----------- | ------------- | ------------- | ------- |
| Potenza   | Melfi    |                 | Livio Valvano (PSI) |                | Giuseppe Maglione (Ind.) | 6.337       | 59,01       | –             | –             | 10 / 16 |
| Matera    | Pisticci |                 | Viviana Verri (M5S) |                | Domenico Albano (Ind.)   | 3.347       | 37,38       | 4.041         | 52,67         | 10 / 16 |

## Potenza

### Melfi
|                               | Giuseppe Maglione ✔️ Sindaco | 6 337                | 59,01 | Cuore Giallo Verde  | 1 509  | 14,50 | 3  |  |  |
| Forza Italia                  | Giuseppe Maglione ✔️ Sindaco | 6 337                | 59,01 | 1 370               | 13,17  | 2     |    |  |  |
| Noi per Melfi 2021            | Giuseppe Maglione ✔️ Sindaco | 6 337                | 59,01 | 1 037               | 9,97   | 2     |    |  |  |
| Melfi Libera e Democratica    | Giuseppe Maglione ✔️ Sindaco | 6 337                | 59,01 | 967                 | 9,29   | 2     |    |  |  |
| Lega                          | Giuseppe Maglione ✔️ Sindaco | 6 337                | 59,01 | 795                 | 7,64   | 1     |    |  |  |
| Fratelli d'Italia             | Giuseppe Maglione ✔️ Sindaco | 6 337                | 59,01 | 400                 | 3,84   | –     |    |  |  |
|                               | Luigi Simonetti              | 2 770                | 25,79 | Partito Democratico | 1 477  | 14,19 | 2  |  |  |
| Partito Socialista Italiano   | Luigi Simonetti              | 2 770                | 25,79 | 691                 | 6,64   | 1     |    |  |  |
| Centro Democratico            | Luigi Simonetti              | 2 770                | 25,79 | 511                 | 4,91   | 1     |    |  |  |
| Europa Verde                  | Luigi Simonetti              | 2 770                | 25,79 | 489                 | 4,70   | –     |    |  |  |
| Piazza Melfi                  | Luigi Simonetti              | 2 770                | 25,79 | 395                 | 3,80   | –     |    |  |  |
| Seggio di coalizione          | Seggio di coalizione         | Seggio di coalizione | 25,79 | 1                   |        |       |    |  |  |
|                               | Alessia Araneo               | 1 632                | 15,20 | Movimento 5 Stelle  | 765    | 7,35  | –  |  |  |
| Seggio di coalizione          | Seggio di coalizione         | Seggio di coalizione | 15,20 | 1                   |        |       |    |  |  |
| Totale                        | Totale                       | 10 739               | 100   |                     | 10 406 | 100   | 16 |  |  |
|                               |                              |                      |       |                     |        |       |    |  |  |
| Fonte: Ministero dell'interno |                              |                      |       |                     |        |       |    |  |  |

## Matera

### Pisticci
| Candidati                     | Candidati                  | II turno             | II turno         | I turno | I turno | Liste              | Voti  | %     | Seggi |
| Candidati                     | Candidati                  | Voti                 | %                | Voti    | %       | Liste              | Voti  | %     | Seggi |
| ----------------------------- | -------------------------- | -------------------- | ---------------- | ------- | ------- | ------------------ | ----- | ----- | ----- |
|                               | Domenico Albano ✔️ Sindaco | 4 041                | 52,67            | 3 347   | 37,38   | Insieme            | 1 283 | 15,30 | 4     |
| Partito Democratico           | Domenico Albano ✔️ Sindaco | 4 041                | 52,67            | 3 347   | 37,38   | 1 133              | 13,52 | 3     |       |
| Civica Mente                  | Domenico Albano ✔️ Sindaco | 4 041                | 52,67            | 3 347   | 37,38   | 633                | 7,55  | 2     |       |
| Consenso Civico               | Domenico Albano ✔️ Sindaco | 4 041                | 52,67            | 3 347   | 37,38   | 388                | 4,63  | 1     |       |
|                               | Vito Di Trani              | 3 631                | 47,33            | 3 217   | 35,93   | Pisticci in Comune | 1 081 | 12,90 | 1     |
| Forum Democratico             | Vito Di Trani              | 3 631                | 47,33            | 3 217   | 35,93   | 772                | 9,21  | 1     |       |
| Lista dei Cittadini           | Vito Di Trani              | 3 631                | 47,33            | 3 217   | 35,93   | 651                | 7,77  | 1     |       |
| Di Trani Sindaco              | Vito Di Trani              | 3 631                | 47,33            | 3 217   | 35,93   | 541                | 6,45  | –     |       |
| Seggio di coalizione          | Seggio di coalizione       | Seggio di coalizione | 47,33            | 3 217   | 35,93   | 1                  |       |       |       |
|                               | Viviana Verri              | Viviana Verri        | Viviana Verri    | 1 716   | 19,16   | Movimento 5 Stelle | 1 191 | 14,21 | –     |
| Seggio di coalizione          | Seggio di coalizione       | Seggio di coalizione | Viviana Verri    | 1 716   | 19,16   | 1                  |       |       |       |
|                               | Pasquale Tuccino           | Pasquale Tuccino     | Pasquale Tuccino | 674     | 7,53    | Rinascita          | 393   | 4,69  | –     |
| Vicini al Territorio          | Pasquale Tuccino           | Pasquale Tuccino     | Pasquale Tuccino | 674     | 7,53    | 317                | 3,78  | –     |       |
| Seggio di coalizione          | Seggio di coalizione       | Seggio di coalizione | Pasquale Tuccino | 674     | 7,53    | 1                  |       |       |       |
| Totale                        | Totale                     | 7 672                | 100              | 8 954   | 100     |                    | 8 383 | 100   | 16    |
|                               |                            |                      |                  |         |         |                    |       |       |       |
| Fonte: Ministero dell'interno |                            |                      |                  |         |         |                    |       |       |       |